# Иоанн (Снычёв)
Митрополи́т Иоа́нн (в миру Ива́н Матве́евич Снычёв; 9 октября 1927, село Новая Маячка, Каховский район, Херсонская область — 2 ноября 1995, Санкт-Петербург) — епископ Русской православной церкви, с 20 июля 1990 года митрополит Санкт-Петербургский и Ладожский, постоянный член Священного синода, публицист, один из основателей Петровской академии наук и искусств и историк церкви.
Магистр богословия («Церковные расколы в Русской Церкви 20-х и 30-х годов XX столетия — григорианский, ярославский, иосифлянский, викторианский и другие, их особенности и история», 1966), автор ряда трудов на богословские и исторические темы. Доктор церковной истории (удостоен этой степени за совокупность богословских и церковно-исторических трудов и за прочтение в 1988 году в Ленинградской духовной академии курса из четырёх лекций по истории Русской православной церкви 1920-х годов).
Предполагаемый автор ряда текстов ксенофобского антисемитского содержания, по мнению некоторых священнослужителей и православных публицистов, написанных монархистом Константином Душеновым или созданных при его участии как спичрайтера и пресс-секретаря митрополита. Сам Иоанн утверждал, что знакомился со всеми этими текстами, но вносил правки и подписывал каждый лист. Связываемые с Иоанном антисемитские сочинения имеют влияние в церкви.

## Биография

### Происхождение
Родился 9 октября 1927 года в селе Ново-Маячке, в семье крестьянина. С детства отличался религиозностью. В 1942 году окончил семилетку в городе Сорочинске Чкаловской (ныне Оренбургской) области и поступил в Орский индустриальный техникум.
В конце декабря 1944 года был призван в ряды Красной Армии, но через несколько месяцев, по болезни, его освободили от несения воинской повинности, и он стал пономарём храма святых апостолов Петра и Павла в Бузулуке Оренбургской области. Демобилизовавшись, в 1945 году поступил келейником к архиепископу Чкаловскому и Бузулукскому (впоследствии — митрополиту) Мануилу (Лемешевскому), который стал его духовным учителем.

### Постриг
7 июня 1946 года пострижен в рясофор с оставлением того же имени. 9 июня 1946 года рукоположён архиепископом Мануилом во иеродиакона, 14 января 1948 года — во иеромонаха.
После ареста архиепископа Мануила (1948) в 1949 году поступил во второй класс Саратовской духовной семинарии. По утверждению Питирима (Нечаева), в семинарии имел прозвище «Ванька-хлыст» за экзальтированную религиозность. В 1951—1955 годах учился в Ленинградской духовной академии. Окончил академию со степенью кандидата богословия и был оставлен профессорским стипендиатом по кафедре сектоведения.
8 октября 1956 года пострижен в мантию и определён преподавателем Минской духовной семинарии.

Иеромонах Иоанн со студентами Саратовской духовной семинарии

15 октября 1957 года указом патриарха Московского и всея Руси Алексия I переведён личным секретарём архиепископа Чебоксарского Мануила (Лемешевского) и был назначен штатным священником кафедрального собора города Чебоксары.
1 сентября 1959 года назначен на должность помощника инспектора и преподавателя Саратовской духовной семинарии.
15 сентября 1960 года определён священником и ключарём Покровского кафедрального собора города Куйбышева. После освобождения архиепископа Мануила служил под его руководством в Чебоксарской и Куйбышевской епархиях. Помогал Мануилу в составлении многотомного «Списка русских епископов за 60 лет, 1897—1956», а после смерти митрополита Мануила продолжил этот труд, написал о нём книгу.
2 апреля 1961 года возведён в сан игумена. 25 апреля 1964 года возведён в сан архимандрита.

### Епископ
25 ноября 1965 года постановлением Священного синода определено быть епископом Сызранским, викарием Куйбышевской епархии, временно управляющим Ульяновской епархией.
12 декабря 1965 года хиротонисан во епископа Сызранского, викария Куйбышевской епархии и назначен временно управляющим Куйбышевской и Ульяновской епархиями. Чин хиротонии совершали митрополиты Крутицкий и Коломенский Пимен (Извеков), Мануил (Лемешевский), архиепископы Таллинский и Эстонский Алексий (Ридигер), Сурожский Антоний (Блум); епископы Калужский и Боровский Донат (Щёголев), Дмитровский Филарет (Денисенко), Волоколамский Питирим (Нечаев), Тегельский Ионафан (Кополович). С 20 марта 1969 года — епископ Куйбышевский и Сызранский.
Отпевал архиепископа Чебоксарского и Чувашского Николая (Феодосьева) († 22.09.1972) и с 22 сентября 1972 по 31 мая 1973 года временно управлял Чебоксарской епархией.
С 3 мая по 25 июля 1975 года временно управлял Уфимской епархией. 9 сентября 1976 года возведён в сан архиепископа.
В 1978—1980 годах архиепископ Иоанн руководил ремонтом кафедрального Покровского собора, подожжённого на праздник 60-летия Октябрьской революции (7 ноября 1977 года) брошенной в окно алтаря бутылкой с зажигательной смесью. За труды по восстановлению собора награждён орденом преподобного Сергия Радонежского II степени.
В 1988 году за прочитанные для корпорации Ленинградской духовной академии четыре лекции по истории РПЦ 1920-х годов получил звание доктора церковной истории. 13 сентября 1989 года постановлением Священного синода освобождён от порученного временного управления Ульяновской епархией.
Будучи более 20 лет архиепископом Куйбышевским и Сызранским был заметной фигурой в истории Самары и одним из борцов за возвращение Куйбышеву и Куйбышевской области исторических названий. В марте 1990 года благословил дизайнера Кулакова Сергея Артуровича на создание современных визуальных изображений исторический гербов Самарской Губернии и губернского города Самара на основе их официально утверждённых исторических описаний в качестве проектов возможных символов Самары и Самарской области (гербов) . По причине исторического отсутствия флагов у Самары и Самарской Губернии, благословил на создание проектов их рисунков на основе исторических событий. Рисунки гербов и флагов были созданы и утверждены в качестве официальных символов.

### Митрополит
С 20 июля 1990 года — митрополит Ленинградский и Ладожский и постоянный член Священного синода (по кафедре). С 25 сентября 1991 года в связи с переименованием города Ленинграда в Санкт-Петербург именовался «Санкт-Петербургский и Ладожский».
С начала 1990-х годов неоднократно выступал с публицистическими статьями в газетах «Советская Россия», «Завтра», «Русский вестник» и др.
В 1991 году явился одним из инициаторов создания Петровской академии наук и искусств.
С февраля 1992 года — председатель Синодальной богослужебной комиссии. За этот период были подготовлены и утверждены: тропари и кондаки Собору новомучеников и исповедников Российских (с молитвой), преподобным Кириллу и Марии Радонежским, святителю Филарету (Дроздову) (с молитвой), священномученику Иоанну Кочурову, священномученику Александру Хотовицкому, преподобному Варнаве Гефсиманскому (с молитвой), преподобному Роману Сладкопевцу, акафисты преподобным Кириллу и Марии Радонежским, мученику Вонифатию, пресвятой Богородице в честь иконы «Целительница»; молитва на освящение святого мира.
В 1994—1995 годах петербургское издательство «Царское дело» опубликовало главные труды митрополита Иоанна на тему судьбы России и русского народа, православия, российской истории: «Самодержавие Духа (очерки русского самосознания)», «Голос вечности (проповеди и поучения)», «Одоление смуты (Слово к Русскому народу)», «Стояние в вере (очерки церковной смуты)», «Русь Соборная (очерки христианской государственности)». «Царское дело» издало книги «Дай мне твоё сердце» и «Наука смирения», в которых собраны письма духовным чадам митрополита. В письмах монашествующим тон митрополита строже, а суждения категоричнее, и к себе в первую очередь.
2 ноября 1995 года скончался на банкете в честь 5-летия банка «Санкт-Петербург» в гостинице «Северная корона» в Санкт-Петербурге. Архимандрит Августин (Никитин) так описывает произошедшее: «Участники праздника ожидали тогдашнего мэра Анатолия Собчака с супругой, но чета опоздала почти на час. Когда высокие гости прибыли, жена мэра Людмила Нарусова подошла к владыке Иоанну под благословение. Благословив супругу Собчака, митрополит начал медленно оседать на пол…». Похоронен на Никольском кладбище Александро-Невской лавры.

## Взгляды
Иоанн сотрудничал с Обществом «Память», старейшей антисемитской националистической группой в новейшей России.

### Духовные авторитеты
Будучи служителем православной церкви, Снычёв опирается на труды таких богословов, как Иоанн Златоуст, Иоанн Дамаскин, Иосиф Волоцкий, Паисий Величковский, Феофан Затворник, Филарет Московский, Серафим Саровский, Игнатий Брянчанинов, Иоанн Кронштадтский.

### Историософия
Несмотря на наличие богоборческих сил, всё в истории исходит от Бога либо в модусе «благоволения», либо «попущения». Иногда «попущение Божие» отождествляется с «сатанинским соблазном»:

Народ в большинстве своём воспринял новую власть как попущение Божие, как сатанинский соблазн, лестью и силой вымогающий у России иудино предательство Христа («Самодержавие духа»)

В ответ на «попущение Божие» люди отвечают либо «подвигом брани», либо «подвигом терпения». Вершителями зла в истории становятся «сосуды диавольские» (например, Григорий Отрепьев).

### Политический идеал
Снычёв обращает внимание, что государства не создаются с помощью общественного договора на пустом месте, а постепенно и «промыслительно» складываются в мировой истории, ибо «один источник власти» — Бог (Втор. 32:35). Любое самочинное человеческое вмешательство в данный процесс пагубно и способно породить лишь «тоталитарного монстра» или «кровавую химеру».
Государство аналогично семье, где союз людей освящается церковью и предполагает помощь Бога. Если семья это «малая Церковь», то государство это «большая семья», где необходимо должен быть глава, который тоже проходит процедуру «венчания». Отсюда политический идеал («богоучрежденная форма») Снычёва это самодержавная монархия опирающаяся на идею симфонии властей и «теономию». При такой монархии царь — «помазанник Божий», «олицетворение богоизбранности и богоносности всего народа, его молитвенный председатель и ангел-хранитель». В своей самодержавной власти он не ограничен ничем, кроме выполнения обязанностей общего служения; «Евангелие есть „конституция“ самодержавия». Смыслом государства («державной задачей власти») при этом является не удовлетворение потребностей, а «удержание народа в рамках богоугодного жития, оберегая его от соблазнов». Идеалом подобного монарха для митрополита Иоанна служил Иван Грозный («первый Помазанник Божий на русском престоле»). С уважением он относится и к Андрею Боголюбскому.
Однако, по мнению митрополита Иоанна, столь совершенную форму общественно-государственного устройства надо вымолить, заслужить перед Богом. Все другие формы земного правления посылаются за грехи, и следует терпеливо и мужественно нести этот крест, искупая покаянием и смирением отступление народа от пути спасения.

### Концепция русского народа
Иоанн Снычёв полагал, что точкой отсчёта русского народа следует считать Крещение Руси. До этого момента в Восточной Европе жили различные славянские племена (поляне, древляне, кривичи, вятичи, радимичи и пр.), а после появился («вышел из купели») русский народ. Именно в «собранности вокруг Церкви» истоки русской соборности. Поэтому этот народ именуется богоносцем, а древняя Россия — Святой Русью. В XIII веке произошло увядание «Южной Руси», но укрепление «Верхневолжской Руси». Ангелом-хранителем народа в этот момент был Александр Невский. В XV веке русская церковь разделилась на Киевскую и Московскую митрополии, которые были объединены в XVII веке (после «присоединения Малороссии»). После гибели Византии у русских возникло осознание, что их столица Москва есть Третий Рим. Главный смысл существования Святой Руси — это «удержание рвущегося в мир сатанинского зла» («Стояние в вере»)

### Советский парадокс
Свержение самодержавия Снычёв воспринимал как действие «оголтелой богоборческой, антирусской и сатанинской силы», однако Советский Союз стал результатом борьбы русского народа за возрождение его «государственного величия». Элита СССР была неоднородна: наряду с «откровенными русофобами» присутствовали и патриотические элементы, благодаря которым стал возможен архиерейский собор 1943 года. Это превратило СССР в «геополитического преемника Российской империи» и позволило выиграть Вторую мировую войну. «Откровенные русофобы» были обозначены как «безродные космополиты». Поэтому, отмечает Снычёв в «Самодержавии духа», «Советская власть — это не только безбожие», но и «орудие Божьего Промысла».

### Критика демократии
В «Самодержавии духа» Снычёв критикует демократию за искажение идеи «коллективного разума Собора». В реальности демократия как таковая не существует, так как «народ на деле не правит», а превращается в «объект бесчестных манипуляций». Принцип «количественного превосходства» при этом открывает «безудержные злоупотребления». Хотя Снычёв не отрицает идеи избирательности должностных лиц, но настаивает, что «ответственными выборщиками» могут быть лишь авторитетные представители своих классов, сословий и этнических групп. В целом всеобщее Избирательные права «питают гордыню», а также провоцируют «взаимные претензии, обиды и склоки». Экономическая основа демократии приводит к «криминализации государства» и тому, что «бразды правления» передаются «мировой закулисе». В своих рассуждениях Снычёв ссылается на Тихомирова, Победоносцева и Каткова.

### Еврейский вопрос
Характеризуется как видный антисемитский идеолог. На его антисемитские взгляды повлияла пассионарная теория этногенеза Льва Гумилёва.
Расстриженный священник РПЦ Глеб Якунин называл митрополита Иоанна «идеологом воинствующего антисемитизма», который возвёл «бытовую» юдофобию на «богословско-догматический уровень». Снычёв «обнаруживал» в истории «жгучую религиозную ненависть» иудеев («народа-богоубийцы») к русским («народу-богоносцу»), которая коренилась в «человеконенавистническом содержании учения талмудических сект» и проявлялась в убиении Евстратия Постника. В целом он отмечал, что после распятия Мессии (Иисуса Христа), современный иудаизм не имеет «положительного религиозного содержания», однако «подвижники-евреи» (например, апостолы) вполне могли быть и прославлялись «в сонме православных святых лик». Тем не менее, по мнению Иоанна, борьба иудаизма против Церкви пронизывает всю историю после Боговоплощения: Хазарский каганат, ересь жидовствующих, тайные общества, «иудейские финансовые лобби» (вроде Якова Шиффа). Рассматривая большевиков, Снычёв обращал внимание на иудейское воспитание Моисея Урицкого.
С еврейством митрополит Иоанн объединял и масонство:

Масонство как таковое и жидо-масонство, каким является сионизм, — безусловно, отрицательные явления в жизни современного общества. Здесь нечего добавить или убавить: зло есть зло.

Масонство, в представлении митрополита Иоанна, является «одним из самых вредных и поистине сатанинских лжеучений в истории человечества», «тайной интернациональной мировой революционной организацией борьбы с Богом, с Церковью, с национальной государственностью и особенно с государственностью христианскою. Под знаком масонской звезды работают все тёмные силы, разрушающие национальные христианские государства». «Масонская рука» очевидна как в принципах и методах большевиков, так и в эпоху перестройки: «15-летнее наблюдение над разрушением нашей Родины воочию показало всему миру, как поработители русского народа верны программе масонских лож по борьбе с Богом, с Церковью, с христианской нравственностью, с семьёй, с христианским государством, с христианской культурой и со всем тем, что создало и возвеличило нашу Родину».
Иоанн опубликовал в газете «Советская Россия» статью «Тайна беззакония» (1992), в которой утверждал, что евреи с древнейших времён стремятся к «мировому господству». «Удерживающим» он считал Россию и «православное государство». Иоанн писал о надеждах иудеев на приход Мессии, от которого ими ожидалось восстановление своего царства и получение «мирового господства». Со времён разгрома царств Израиля и Иудеи ассирийцами иудеи берегли свою «национальную исключительность» и позднее затаили злобу на Христа за развенчание их «богоизбранности». Их орудием являются тайные организации, которые ведут к развалу национальных государств и уничтожению христианства с целью установить власть мирового диктатора — антихриста. Россия и её крепкое православное государство после отпадения Запада от христианства остались последним оплотом в противостоянии «тёмным силам». Иоанн верил в наступление «последних времён» и писал об апостасии в России. Версия «Апокалипсиса» Иоанн Снычёва основывалась на «Протоколах сионских мудрецов». Популярная история России Иоанна основана на идее «двухтысячелетней войны» между христианством и иудаизмом. Иоанн утверждал, что евреи поклоняются «еврейскому» Богу, который на самом деле является демоном. В его повествованиях евреи часто упоминаются как «народ, убивающий Бога». Иудаизм — «религия ненависти», он часто называется «расистским».
В 1993—1994 годах епархия с благословения митрополита Иоанна переиздала 20-тысячным тиражом антисемитскую фальшивку «Протоколы сионских мудрецов».

### Апология Ивана Грозного
Митрополит Иоанн стоит у истоков движения за канонизацию Ивана Грозного. Практически все сторонники этой идеи апеллируют к его книге «Самодержавие духа» (1995), в которой полностью отвергалась вся негативная информация о царе как плоды «заморской клеветы» — иезуита Антония Поссевина, вестфальца Генриха Штадена, англичанина Джерома Горсея и других иностранцев — «авторов политических памфлетов, изображавших Московское государство в самых мрачных красках», а крупнейшие русские историки, начиная с Карамзина, обвинены в «очернительстве» образа благочестивого царя и в том, что они «воспроизводили всю ту мерзость и грязь, которыми обливали Россию заграничные „гости“». Иоанн называет Ивана Грозного первым царем-помазанником на Руси, кроме того весьма позитивно воспринимается феномен опричнины, которая взяла на себя «функции административного управления страной», слилась с земством и проявлялась в соборном начале.

## Вопрос авторства некоторых текстов
Существует мнение, что публикации Иоанна (Снычёва) имеют ксенофобское содержание благодаря монархисту Константину Душенову как спичрайтеру и пресс-секретарю митрополита. Участие Душенова подтверждали некоторые священнослужители и православные публицисты. Предполагается, что Душенов сам инспирировал слухи о написании публикаций за митрополита Иоанна, а затем сам их и опровергал. Сам Иоанн утверждал, что знакомился со всеми этими текстами, но вносил правки и подписывал каждый лист.

Я не знаю, что заставило старца дать своё согласие — и было ли оно вообще — на то, чтобы ряд статей, написанных не им самим, вышли в свет под его именем. Бывало, Владыка даже не подозревал о содержании некоторых своих публикаций. Вспоминаю одно из заседаний Священного Синода: митрополит Иоанн листает какую-то книгу. Подхожу к нему и спрашиваю: «Что это у Вас?» Он, смущённо улыбаясь, показывает мне титульный лист. Книга была о митрополите Филарете (Дроздове), автор — митрополит Иоанн. Из дальнейшего разговора стало ясно, что старец впервые читает это произведение. — Митрополит Кирилл. О прессе церковной и псевдоцерковной // Московский церковный вестник. — 1998. — № 3 (240).
Клирик Санкт-Петербургской епархии РПЦ протоиерей Владимир Фёдоров, директор Православного института миссиологии и экуменизма, так высказался о нём: «Он сам по себе был совершенно беспомощным человеком, не мог связать толком двух слов и уж тем более — написать тех книг и статей, которые вышли под его именем. Кто-то раздувал эту чудовищную по своей сути фигуру, это была совершенно очевидная манипуляция».
В 1996 году его преемник на петербургской кафедре митрополит Владимир (Котляров) заявил: «Книги митрополита Иоанна надо из обращения изъять. Более того, необходимо выяснить, откуда они вообще взялись, ибо на самом деле он не имеет к ним никакого отношения».
Протоиерей Георгий Митрофанов отмечал: «он уже многие годы не занимался историей как наукой, хотя всегда испытывал к ней большой интерес. Видимо, это обусловило то обстоятельство, что в 90-е годы стали выходить книги, конечно же, я в этом убеждён, наверняка прочитывавшиеся и подписывавшиеся владыкой Иоанном, книги, связанные с его именем. Я не знаю, в какой мере они принадлежат ему. Я думаю, что многие из них его книгами не являются. Хотя что-то он мог просматривать, редактировать. Я это вполне допускаю».
Душенов категорически утверждает авторство митрополита Иоанна. В одной из статей он писал: «Никаких аргументов у них, конечно, нет. Есть лишь яростное желание любым способом замарать имя митрополита Иоанна, представив его этаким слабоумным старичком, не глядя подмахивавшим всё, что ему подсовывали советники».

## Влияние
В кругах, близких к митрополиту Иоанну, получила поддержку версия об убийстве царской семьи как «ритуальном убийстве» евреями и наличии «каббалистической надписи» на стене дома Ипатьева. Она активно разрабатывалась экономистом Олегом Платоновым, проводившим последовательную связь «ритуальных убийств», с точки зрения радикалов, имевших место в русской истории (мученик Евстратий Печерский, царевич Дмитрий, Андрей Ющинский и др.).
Олег Платонов, считающий своей целью «разоблачение» «заговора масонов и иудеев», которые стремятся к мировому господству, утверждает, что «только опираясь на Новый Завет… можно победить иудаизм и масонство». Этой теме он посвятил ряд книг, изданных в серии «Терновый венец России», где изложены представления об истории и современном мире, популярные в среде православных монархистов. Платонов считает себя продолжателем дела митрополита Иоанна (Снычева), по его словам, рассказавшего ему о «богоборчестве иудеев» и «вредоносности Талмуда». Митрополит поддержал его борьбу с «тайной беззакония» и дал благословение на продолжение исследований «тайных сил иудаизма, масонства и сатанизма».
В пятом томе серии «Терновый венец России» под названием «Тайна беззакония: иудаизм и масонство против Христианской цивилизации», написанном в 1995—1998 годах, Платонов сделал основной идеей анализ борьбы антихриста и Христа, следуя указаниям митрополита Иоанна (Снычёва), который усматривал в этом подлинную причину «антагонизма Запада и России». Этот подход сводит историю человечества к борьбе иудаизма и христианства. Запад уже покорился иудаизму, тогда как истинное христианство хранит лишь русское православие, в чём заключена причина несовместимости «русской цивилизации» с «западной» — «иудейско-масонской», которая является «воплощением Сатаны». В наши дни человечество вступило на последнюю ступень земного существования, далее последует предсказанный Писанием приход антихриста. Платонов исходит из идеи инволюции и определяет современность как «мировую духовную катастрофу» человечества, оставившую в прошлом «золотой век». Люди оказались недостойны спасительной жертвы Христа. Мир вступил в эпоху апостасии и события, которые предсказал Иоанн Богослов, вскоре свершатся. Вокруг наблюдаются лишь буйство «сатанинских сил» и «тайна беззакония». Только «удерживающий» в лице России, возглавляемой православным монархом до времени мешал проходу «сил зла».
Последователем Иоанна был Константин Душенов, монархист, позиционировавшийся как идеолог «русского национально-освободительного движения» имперской и православной направленности. На судебном заседании Душенов заявлял о своих антисемитских настроениях и черносотенных взглядах. Он публиковал на портале «Русской народной линии» статьи на тему современной политики, где связывал «русофобию и христоненавистничество» с либералами и демократами. Последних он считал злейшими врагами русского народа и призвал к борьбе за переход государственной власти в «русские руки». Современный период истории, с его точки зрения, является подготовительным для перехода к «православной монархии», но перед введением этой монархии он предрекал Третью мировую войну, которая приведёт к восстановлению Российской империи и присоединению Константинополя. Врагами Душенов называл «международных банкиров и иудейских ростовщиков». Он советовал опираться на радикальную молодёжь и отказаться от толерантности, фактически призывая «убивать своих врагов». Свои взгляды автор обосновывал ссылками на «Протоколы сионских мудрецов». Идеология Душенова включает все основные термины и понятия православного эсхатологического мифа: «Нам нужна Священная Империя во главе с Помазанником Божиим, готовая осознанно исполнять свою промыслительную миссию Третьего Рима — драгоценного ковчега „последних времён“, самоотверженного хранителя спасительных истин Христовой веры пред лицом сатанинской апостасии, глобальных военно-политических катастроф и грядущего антихриста». Душенов предостерегал против «еврейской революции». Он упоминал также «хазарское иго». Если учитель Душенова митрополит Иоанн говорил о «покаянии и смирении», то Душенов апеллировал к «геополитике апокалипсиса» и считал, «взлёт русской славы и мощи» невозможен без военных баталий, включающих войну против евреев, по его словам, захвативших власть над миром. Стремясь к соединению геополитики и апокалиптики, он заявлял о «столкновении цивилизаций» и рассматривал Россию как «сердце мира». «Удерживающий» изображался геополитическим «сердцем мира», «Хартлендом», которому предстояла схватка с США.
В 2002 году вышла антология «Тайна беззакония в исторических судьбах России», составителями которой были ультраправые деятели Юрий Бегунов, А. Д. Степанов и Константин Душенов. Книга включала, в частности, переиздание книги Сергея Нилуса «Близ есть, при дверехъ», куда входит полный текст «Протоколов», а также шесть наиболее известных публицистических работ Иоанна (Снычёва), в том числе статьи «Тайна беззакония» и «Творцы катаклизмов».
По мнению Ксении Лученко (2012), православные фундаменталисты делятся на радикальных и умеренных. Радикальное крыло, исключая «боевые листки» некоторых монастырей, исторически базируется в Санкт-Петербурге, что отчасти является наследием Иоанна (Снычёва).

## Оценки
Без сомнения, владыка Иоанн явился одним из крупнейших мыслителей и величайшим религиозно-нравственным авторитетом нашего времени. Его исследования, его публицистика — свидетельство нового взлёта и цветения русского православного богословского и историко-философского творчества всегда бесстрашного и исполненного благодатной глубины и правды. Митрополит стал духовным отцом и путеводителем русского народа. А если вспомнить, что именно судьба России теперь, в очередной раз стала эпицентром мировой истории, то значение деятельности владыки возрастает до масштабов общечеловеческих…
— Марк Любомудров

Будучи монархистом и не признавая душой «реальность» советской власти, он тоже был социальным диссидентом. Обладая авторитетом в широких церковных кругах, он оставался при этом диссидентом и по отношению к «официальной линии», что приводило к одёргиваниям со стороны высшей церковной власти. (…)В истории русской мысли митр. Иоанн, бесспорно, займёт место мыслителя, с наибольшей последовательностью воплотившего теократический идеал в политике и создавшего православный вариант политической теологии. Впрочем, нельзя не отметить элементы непоследовательности, которые затеняют основную интенцию мыслителя и даже вытесняют её обыденным традиционализмом, национализмом и милитаризмом.— Константин Костюк

Братия Троице-Сергиевой Лавры считала Владыку своим духовником. Впрочем, теперь смело можно говорить о нём как о Всероссийском духовнике… Я часто встречал людей, которые прозрели духовно и воцерковились именно после чтения его трудов. Образно говоря, митрополит Иоанн пытался духовным мечом разрубить узел зла, завязанный в России тёмными силами сионизма и масонства.— Вениамин (Пушкарь)

Я, бывало, сколько раз просыпался утром, а Владыка уже стоит на утренних молитвах, вечером на вечерних — исполняет монашеское правило. Или когда бывало невзначай зайдёшь к нему в келью, когда он молится, — будто переносишься в какое-то такое древнее историческое пространство, которое мы, христиане, идеализируем, когда, читая жития святых, видим, как подвижники подвизались в вере. Вот то же самое видел и я своими глазами и удивлялся: с одной стороны, Владыка — немощный старец, болящий, а с другой стороны — несгибаемый воин Христов. И всегда он на молитве. И всегда он будто светился.— Пахомий (Трегулов)

Митрополит Мануил, безусловно, был подвижник, но в нём было сильно развито то, что в аскетике называется «самоцен». Это перешло и к Иоанну. <…> Снычёва же в Патриархии просто не воспринимали всерьёз. В семинарии у него было прозвище «Ванька-хлыст», данное ему за его экзальтированность. (…) Что касается позднейшей деятельности митрополита Иоанна, у меня она вызывает некоторое чувство настороженности, так как за ней мне видится чья-то опытная рука, толкающая на необдуманные поступки простодушных верующих людей.
— Питирим (Нечаев)

Мне очень часто бывает грустно, когда я слышу, что о владыке пытаются составить представление на основе тех книг, которые выходили под его именем, от его имени, по материалам газеты «Русь Православная», выходившей по его благословению. Владыка очень был не похож на тот образ, который возникает при чтении номеров этой газеты и книг, которые дышат собственно злобой, ненавистью, подозрительностью, мракобесием. Да, в каких-то вопросах владыка был очень консервативен. Но его принципиальные взгляды не мешали быть ему в общении с людьми добрым человеком и добрым пастырем. <…> В нём ощущалось то, что присутствовало в русских архиереях до революции — способность допускать за людьми иные взгляды, свою непримиримую, принципиальную позицию в вопросах богословских, политических не переносить на отношения с людьми. То есть он мог быть в богословском плане жёстким и последовательным, а в плане человеческом был действительно пастырем, который отзывался на конкретных живых людей.— Протоиерей Георгий Митрофанов

## Публикации
рукописи и машинописи
- «Духовно-нравственный облик русского архиерея по каталогам русских святителей, чтимых Русско-Православною Церковью с XI по XVI век (до патриаршества)». (Кандидатское сочинение). Ленинград, 1955.
- Состав Российской Православной Церковной Иерархии на 1962 до 1986 года включительно.
- Практика избрания епископа в истории Церкви. (Доклад).
- Проект канонической регламентации порядка избрания епископов. (Доклад).
- Вопрос о кандидатах во епископы в историко-каноническом освещении. (Доклад).
- Административные и другие различия епископов. (Доклад).
- Монашеская жизнь. Изыскание средств возврата православной монашеской жизни к её древнему благочестию и благолепию. (Доклад).
- Поместный Собор. Время созыва и его роль в управлении автокефальной Церкви. (Доклад).
- Топография архиерейских кафедр Русской Православной Церкви периода с 1893 по 1965 г.
- Хронология архиерейских хиротоний периода с 1893 по 1958 г. Чебоксары, 1959.
- Церковные расколы в Русской Церкви 20-х и 30-х годов XX столетия: григорианский, ярославский, иосифлянский, викторианский и другие. Их особенность и история. (Магистерская диссертация).
- Покаянный акафист Спасителю с припевом: «Милостиве, помилуй мя падшаго».
- Русские православные иерархи периода с 992 по 1892 гг. (включительно), 8 томов (машинопись). Куйбышев, 1971.
- Русские православные иерархи периода с 1966 по 1975 гг. (включительно), 2 тома (машинопись). Куйбышев, 1976.
- Русские православные иерархи периода с 1976 по 1985 гг. (включительно), 2 тома (машинопись). Куйбышев, 1986.
- Состав Российской Православной Церковной Иерархии на 1962 до 1986 года включительно (машинопись)

статьи в ЖМП и других церковных изданиях
- Преосвященный Мануил, архиеп. Куйбышевский и Сызранский (к 50-летию служения в священном сане) // Журнал Московской Патриархии. 1961. — № 11. — С. 45-47
- Речь при наречении во епископа Сызранского // Журнал Московской Патриархии. 1966. — № 2. — С. 7—11.
- Митрополит Мануил [(Лемешевский), б. Куйбышевский (некролог)] // Журнал Московской Патриархии. 1968. — № 10. — С. 13—16.
- «Исполним вечернюю молитву нашу Господеви…» // Журнал Московской Патриархии. 1971. — № 2. — С. 42—43.
- Архиепископ Чебоксарский и Чувашский Вениамин [Новицкий] (некролог) // Журнал Московской Патриархии. 1977. — № 1. — С. 18—21.
- Из жизни епархий: Куйбышевская епархия (восстановление кафедрального собора) // Журнал Московской Патриархии. 1981. — № 4. — С. 18.
- Из жизни епархий: Куйбышевская епархия // Журнал Московской Патриархии. 1981. — № 4. — С. 18—19.
- Слово в Неделю о мытаре и фарисее // Журнал Московской Патриархии. 1983. — № 2. — С. 54—55.
- Свет пришёл в мир // Журнал Московской Патриархии. 1983. — № 7. — С. 22—23.
- Жизнь и труды Высокопреосвященного митрополита Мануила // Журнал Московской Патриархии. 1988. — № 4. — С. 20—25.
- История Русской Православной Церкви периода 1917—1944 гг. // Вестник ЛДА. 1990. — № 1. — С. 5—17.
- Архипастырское послание пастырям и верным чадам Ленинградской митрополии [при вступлении на Ленинградскую кафедру] // Вестник ЛДА. 1990. — № 2. — С. 3—8;
- Церковные деятели Русской Православной Церкви 20-30-х гг.: Лекция, прочит. в ЛДА 27 февр. 1989 г. // Вестник ЛДА. 1990. — № 2. — С. 9—35.
- Оптинский иеромонах Никон (Беляев) // Вестник ЛДА. 1990. — № 3. — С. 3—30;
- Состояние Русской Православной Церкви при Сергии в период его заместительства, местоблюстительства и патриаршества // Христианское чтение. 1991. — № 3. — С. 4-29
- Расколы // Христианское чтение. 1991. — № 6. — С. 8-49.
- О спасении души // Журнал Московской Патриархии. М., 1994. — № 6. — С. 2—3.
- О врачевании души: [Проповедь] // Журнал Московской Патриархии. 1995. — № 12. — С. 60—61.
- О Церкви Христовой // Журнал Московской Патриархии. 1996. — № 3. — С. 50—52.
- Против ересей и сект. О Церкви Христовой // Журнал Московской Патриархии. 1996. — № 3. — С. 48—49.
- Священномученик Иларион (Троицкий). Житие и свидетельство к церковному прославлению, 26 декабря 2005 года.

публицистика
- Быть русским! // «Советская Россия», 12.09.1992
- Тайна беззакония // «Советская Россия», 10.10.1992
- Державное строительство // «Советская Россия», 14.11.1992
- Торжество Православия // «Советская Россия», 30.12.1992
- Путь ко спасению // «Советская Россия», 30.01.1993
- Битва за Россию // «Советская Россия», 20.02.1993
- Плач по Руси Великой // «Советская Россия», 27.03.1993
- Молю вас: одумайтесь! // «Советская Россия», 22.04.1993
- Чтущий да разумеет… // «Советская Россия», 30.04.1993
- Творением добра и правды // «Советская Россия», 13.05.1993
- «Да не смущается сердце ваше…» // «Правда», 23.06.1993
- Русский узел // «Советская Россия», 15.07.1993

книги
- Обзор русской полемической противосектантской литературы синодального периода (стипендиатский отчёт за 1955/56 уч. г.).
- «Ключ к Отечнику» (2 книги). Саратов, 1960.
- «Руководство к духовной жизни (по письмам епископа Феофана)». Куйбышев, 1963.
- «Духовные крупицы из творений свят. Иоанна Златоуста». Куйбышев, 1967.
- «Жизнь и деятельность Филарета, митрополита Московского» (в 3 частях). Куйбышев, 1967.
- «Митрополит Мануил (Лемешевский)». Биографический очерк. Куйбышев, 1969 г.
- Проповеди (с 1964 по 1976 гг.). Куйбышев, 1976.
- Проповеди, 1962—1984: Сб. поучений о человеческом грехе и его сущности. — СПб., 1992;
- Битва за Россию. — Саратов, 1993;
- Будь верен до смерти: (Православие и современность). — М., 1993;
- Митрополит Мануил (Лемешевский): Биографический очерк. — СПб., 1993;
- Пути рус. возрождения: (Национально-православный взгляд). — М., 1993;
- Творением добра и правды. — М., 1993;
- Уберечь Россию! — СПб., 1993;
- Церковные расколы в Русской Церкви 20-х и 30-х гг. ХХ столетия — григорианский, ярославский, иосифлянский, викторианский и др., их особенность и история. — Сортавала, 1993. Самара, 1997;
- Голос вечности: Проповеди и поучения. — СПб., 1994;
- Жизнь и деятельность Филарета, митрополита Московского. — Тула, 1994. Самара, 1997;
- Любящий добродетель: Духовно-нравственный облик свт. Филарета. — СПб., 1995;
- Проповеди о гордости, смирении, терпении и послушании. — СПб., 1995;
- Проповеди об очищении, врачевании и спасении души. — СПб., 1995;
- О грехе пьянства и о традиции избавления от него в РПЦ. — СПб., 1995;
- Русь соборная. Очерки христ. государственности. — СПб., 1995;
- Пастырь добрый. Труды митрополита Иоанна Санкт-Петербург, 1996 год
- Самодержавие духа СПб, Издательство «Царское Дело», 1996.
  - Самодержавие духа: Очерки русского самосознания / Отв. ред. О. Платонов. — М.: Институт русской цивилизации, 2007. — 528 с. ISBN 978-5-902725-09-1
- Дай мне твое сердце: письма духов. чадам. — Санкт-Петербург : Цар. Дѣло, 1998. — 347 с. — (Серия «Духовное возрождение Отечества»). — ISBN 5-7624-0016-6
- Всех хочу обнять Христовою любовию: по материалам дневников. — Москва : Русский Хронографъ : Синопсис, 2018. — 782 с. — ISBN 978-5-85134-069-7. — 3000 экз.

## Память
- иерей Олег Скобля. Песня «Лаврские колокола. Памяти митрополита Иоанна» (2001)[44].
- Премия имени Иоанна Петровской академии наук и искусств. Присуждается за крупный вклад в духовное развитие общества[45].